# Ізабелла Менін
Ізабелла Новаес Менін (порт. Isabella Novaes Menin; нар. 2 червня 1996, Сан-Паулу) — бразильська модель, переможниця конкурсу «Міс Ґранд Інтернешнл 2022», який проходив в Індонезії.

## біографія
Має бразильське та італійське походження і народилася в родині підприємця в Марілії, місті на середньому заході штату Сан-Паулу. Її мати, Адріана Новаес, переможниця конкурсу «Міс Марілія» та кандидатка багатьох міжнародних конкурсів. Вона також є правнучкою підприємця Ласаро Рамоса Новаеса та онукою Альфредо Новаеса, двох найбільших імен на початку індустріалізації Марілії.
У 2015–2016 роках вивчала бізнес та управлінську економіку в незалежній школі шостого класу Гра Девід Коледж, на початку 2019 року здобула ступінь бакалавра економіки Університет Вестмінстера з відзнакою та ступінь магістра у 2020 році в Університетському коледжі Лондона в галузі фінансів. До участі в конкурсі «Міс Велика Бразилія» у 2022 році працювала міжнародною моделлю та спеціалісткою з планування в Томсон Тіндалл, приватній фірмі з фінансового планування та управління інвестиціями у Великому Королівстві.
Заснувала благодійну організацію «За межами проєкту», яка підтримує асоціації людей з інвалідністю в Бразилії.

## Конкурс краси
Вирісши в родині, яка зазвичай брала участь у конкурсах краси (її мати, бабуся та прабабуся вигравали конкурси краси), Ізабелла Менін взяла участь у конкурсі краси у 3 роки за заохочення та підтримки матері та виграла кілька мініміс титулів, в тому числі «Міс Гояс», «Міс студентка Марілія», «Міс підлітка Марілія» та «Міс підлітки Сан-Паулу», а також міжнародний титул «Міс підлітка Інтернешнл» у 2013 році.

### Міс Ґранд Інтернешнл 2022
Менін представляла Альто Кафесал на «Міс Велика Бразилія 2022», змагалася з 30 іншими кандидатками та виграла національний титул. Потім представляла країну на «Міс Ґранд Інтернешнл 2022», а також виграла конкурс, який відбувся 25 жовтня 2022 р. у Міжнародному конференц-центрі Сентул у Західній Яві, Індонезія, коли її коронувала колишня володарка титулу Міс Гранд Інтернешнл 2021, Нгуєн Тук Туй Тьєн з В'єтнаму. 
Вона є першою володаркою титулу Міс Ґранд Інтернешнл з Бразилії.

## Покликання
- Ізабелла Менін  у соцмережі «Instagram»
- Beyond project website. Архів оригіналу за 28 жовтня 2022.